# Çankırı
|  | Per a altres significats, vegeu «Província de Çankırı». |

Çankırı, antigament Gangra (del grec Γάγγρα), i més tard Germanicòpolis (del grec Γερμανικόπολις), és una ciutat de Turquia, a la confluència del Tatlıçay i l'Acıçay (afluent del Kızılırmak), a 730 metres sobre el nivell de la mar. La seva població és de 62.508 (2005). Es troba a Anatòlia Central, a uns 40 km al nord d'Ankara.
Fou capital del sandjak de Çankiri a l'eyalat d'Anadolu, però després del Tanzimat va esdevenir un sandjak del wilayat de Kastamonu. Sota la república fou erigida en capital d'una província (il) amb el mateix nom, dividida en tres kada (districtes): Çankırı, Çerkeş i Ilgaz Koçhisar, augmentats posteriorment.

## Història
Fou coneguda antigament com a Gangra, i més tard Germanicòpolis (Γερμανικόπολις) o potser Germanòpolis com esmenta Claudi Ptolemeu (Γερμανόπολις). Va rebre el seu nom en honor de Germànic, fill de Drus Claudi Neró o Drus major (germà de Tiberi). Era una ciutat de Paflagònia al sud del puig Olgasys, a 800 metres d'altura, a uns 55 km de la ciutat de Pompeiòpolis. El nom Gangra vol dir "cabra" en la llengua antiga de Paflagònia. Modernament el nom s'ha transcrit com Kandari, Kanghari i finalment Çankırı.
Va ser la residència d'un príncep gàlata anomenat Morzus o Morzeus i més tard de Deiotarus, el darrer rei de Galàcia (i abans tetrarca) a la primera meitat del segle i aC. Durant la dominació romana fou una ciutat secundària que va portar el nom de Germanicòpolis, amb una petita guarnició. En temps de Caracal·la va recuperar el nom original.
Al segle iv era seu del bisbe metropolità de Paflagònia i s'hi va celebrar un important sínode conegut com el Sínode de Gangra de data incerta (entre 341 i 376) amb presència de 21 bisbes que es van concertar contra Eustaci d'Armènia, bisbe de Sebaste (Eustathius) i els seus seguidors, que seguien doctrines que condemnaven el matrimoni, desacreditaven les cerimònies de l'església, feien les seves pròpies reunions, vestien de manera peculiar, denunciaven als rics i mantenien una aurèola de santedat. Els vint cànons de Gangra van ser declarats ecumènics pel Concili de Calcedònia del 451.
Fou seu metropolitana de Paflagònia (segles IV al XII) però mai va tenir més de cinc bisbats sufraganis; vint-i-dos arquebisbes de la ciutat són coneguts però cap és gaire anomenat, essent el principal Hypatios, sant i màrtir a l'església ortodoxa.
Sota els romans d'Orient fou utilitzada com a lloc d'exili i disposava d'un castell inexpugnable que va enfrontar amb èxit primer als àrabs i més tard als turcmans. Els omeies, que l'anomenaven Khandjara, la van atacar algunes vegades destacant els atacs del 711/712, el 727/728 i el 732/733. El 1030 fou destruïda parcialment per un terratrèmol. Els romans d'Orient la van evacuar després de la batalla de Mantziciert (1071) i va passar als seljúcides (establerts a Nicea i aviat a Konya) i al cap de poc als danishmendites (establerts a Amasya i Kastamonu) que la van ocupar entre 1075 i 1076.
El 1101 un exèrcit de croats va sortir de Constantinoble cap al territori dels danixmendites, amb la intenció d'alliberar Bohemon d'Antioquia, que havia estat capturat a Malatya i ara era presoner a Niksar; els croats van ocupar Ankara i van atacar Çankiri (que anomenaven Presidium Gangara) però l'assalt va fracassar i l'exèrcit fou aniquilat poc després a Amasya per forces conjuntes dels seljúcides i els danismendites. El 1133 fou atacada per l'emperador Joan II Comnè que va utilitzar pesades màquines de guerra, i encara que fou rebutjat va aconseguir la conquesta a l'any següent (1134) però quan l'emperador va sortir de la fortalesa els danishmendites no van tardar a recuperar-la.

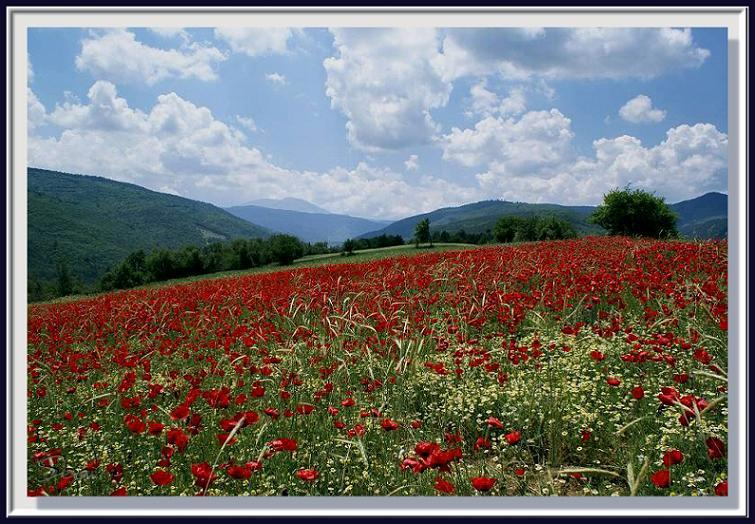
Camps d'opi al mont Ilgaz prop de Çankırı.

Poc anys després apareix en mans dels seljúcides de Konya o Rum. Amb l'enfonsament dels seljúcides de Rum, la ciutat va passar als Djandar Oghlu (Çandar Oghlu o Čandar Oghlu) que tenien capital a Kastamonu. Va ser ocupada temporalment per Murat I (1359-1389) però no fou incorporada definitivament fins al temps de Baiazet I (el 1392/1393 segons Neziri o el 1394/1395 segons Ashikpashazade) quan va arrabassar als Çandar Oghlu la major part de les seves possessions, que foren restituïdes per Tamerlà el 1401. Finalment els otomans van conquerir el país definitivament el 1439. Llavors va perdre tota importància i quasi no és esmentada encara que Ewliya Celebi i Katib Celebi en van deixar descripcions. No tornà a ser descrita fins 300 anys després per Ainsworth, de manera molt exacta; més tard fou descrita per viatgers russos i alemanys.
Leonhard el 1903 diu que tenia uns 23.000 habitants. Mortmann situa la població en més de 30.000 abans de la I Guerra Mundial, abans de les matances d'armenis i de la fugida dels grecs al final de la guerra. La ciutat va patir diversos terratrèmols, entre ells el de febrer de 1944, i el 1950 el cens establí una població de 14.161 habitants amb 73.402 pel districte i 218.289 per la província. Després va començar a créixer fins a la seva població actual.

## Economia
Produeix blat, moresc, faves, pomes, i altres fruites. A la vora de la ciutat hi ha nombroses granges i els camps estan ben regats. La indústria es troba al centre de la ciutat i a Korgun. Altres viles amb presència industrial a la rodalia són 
Şabanözü, Çerkeş, Ilgaz, Kurşunlu, i Yapraklı. Els grans jaciments de sal gemma de Maghara (dues hores al sud-est) ja eren explotades en temps dels romans d'Orient (Nicolau Mirepse, segle xiii)